# Bactrocera parafrauenfeldi
Bactrocera parafrauenfeldi är en tvåvingeart som beskrevs av Drew 1989. Bactrocera parafrauenfeldi ingår i släktet Bactrocera och familjen borrflugor. Inga underarter finns listade.